# Judith Jarvis Thomson
Judith Jarvis Thomson (n. 4 octombrie 1929, New York City, New York, SUA – d. 20 noiembrie 2020, Cambridge, Massachusetts, SUA) a fost profesor de filosofie la MIT cu contribuții importante în etica aplicată și metafizică. Este renumită pentru creativitatea și forța argumentativă a numeroaselor experimente mentale pe care le propune.
Judith Jarvis Thomson este celebră pentru articolul, devenit clasic, din 1971 A Defense of Abortion, una din cele mai valoroase contribuții la problematica etică a avortului. Clasic în analiza etică a avortului este și cazul imaginar al vilonistului, descris de Thomson în această lucrare:
"…dați-mi voie să vă cer să vă imaginați următoarele. Te trezești într-o dimineață spate-n spate într-un pat cu un violonist inconștient. Un violonist inconștient, dar celebru. S-a descoperit că are o afecțiune renală fatală, iar Societatea Melomanilor a cercetat cu minuțiozitate toată documentația medicală existentă și a aflat că numai tu ai grupa sanguină necesară în acest caz. Prin urmare te-a răpit, iar noaptea trecută trupul violonistului a fost conectat la al tău, astfel încât rinichii tăi să poată fi folosiți pentru a extrage substanțele otrăvitoare atât din sângele lui, cât și din al tău. Directorul spitalului îti spune: „Uite ce este, ne pare rău că Societatea Melomanilor ti-a făcut treaba asta – nu am fi îngăduit-o dacă am fi știut. Însă ei au facut-o iar tu și violonistul sunteți conectați. A-l deconecta ar însemna să-l ucidem. Dar să nu-ți faci probleme totul va dura numai doua luni. Până atunci el se va vindeca și se va putea deconecta de tine fără pericol. Este obligatoriu din punct de vedere moral să accepți această situație?"